# Lijst van Italiaanse motorfietsmerken
Hieronder een lijst van Italiaanse motorfietsmerken.

## Bestaande merken
- Aprilia - Industria Cicli & Ciclimotori di Beggio Cav. Alberto & Co., Rome - Het merk Aprilia is in 1968 ontstaan uit het rijwielfabriekje van Ivano Beggio. Het merk is genoemd naar een model van Lancia.
- Benelli
- Bimota
- Barbiero - Turijn - Opgericht door de gebroeders Barbiero waar 50-, 125 en 250 cc motoren gebouwd worden. De toegepaste tweetakt-blokken zijn van het merk Moto Cross.
- Borile - Project van Umberto Borile - maakt sinds 1987 motorfietsen.
- Cagiva
- CR&S - Café Racers & Superbikes - Milaan - aanvankelijk eigenaar van het Paton wegraceteam, bracht in 1995 een eigen motor op de markt.
- CRC Moto - merk van minibikes. De modelletjes hebben een 40 pk tweetaktmotortje en worden met een trekkoord gestart.
- Di Blasi - Francofonte - maakt sinds 1976 vouwbromfietsen.
- Ducati - Bologna - maakt sinds 1945 motoren en is voornamelijk bekend door sportieve staande eencilinders en tweecilinders in L-vorm (L-twins) en de kenmerkende desmodromische klepbediening.
- Gilera
- Laverda
- Magni
- Moto Guzzi
- Moto Morini
- MV Agusta
- Fantic
- NCR - bedrijf van Stefano Poggipollini - produceert motorfietsen gebaseerd op Ducati-blokken naar ontwerpen van Aldo Drudi.
- Numero Tre Triumph - Milaan - Triumph-importeur die op basis van de "nieuwe" Triumph-generatie regelmatig specials uitbrengt.
- Rondine Motor - Aprilia -levert sinds 2005 sportieve motorfietsen met motorblokken van Ducati.
- Vespa - Merk van S.p.A. Piaggio & Co., Genua - waarschijnlijk het meest bekende merk Scooter. Deze worden gemaakt sinds 1946.

## Historische merken
- Aermacchi - Oorspronkelijk een vliegtuigfabriek, opgericht in 1912 door Giulio Macchi. In 1960 ging men samenwerken met Harley-Davidson en in 1978 verkocht aan Cagiva.
- CNA - Compagnia Nazionale Aeronautica, Littorio Aeroporto, Rome (1934-1935). Maakte de beroemde Rondine, waarmee vele racesuccessen werden behaald.

- Falcon - produceerde in de jaren '50 bromfietsen.
- Frejus - produceerde van 1955-1968 lichte bromfietsen, 50cc.
- Garelli
- Mase is een Italiaans merk dat in 1996 een elektrische scooter, de Mase Clean, voorstelde.
- MBR - Bologna - maakte van 1924 tot 1926 123 cc tweetakten. MBR maakte in feite gemotoriseerde fietsen, waarbij echter het frame was aangepast zodat het blokje midden in het frame zat.
- Rondine (Melegnano) - Ditta Prinelli & Co., Melegnano (1923-1928). Maakte lichte motorfietsen met 98 cc Train-tweetaktmotoren.
- Rondine (Pavia) - S.p.A. F.I.M.L.E, San Martino Siccomario, Pavia (1951-1954). Gebruikte 124- en 147 cc Sachs-tweetaktmotoren.
- Rondine (Rome)
- Rondine (Vigevano) - ex-MV Agusta coureur Alfredo Copeta & Co., Vigevano - begon in 1968 begon met de bouw van cross- en wegracemotortjes met 49 cc tweetaktmotoren. De productie bleef beperkt en duurde tot ca. 1973.
- Royal - Fratelli Santogostino, Milaan (1923-1928) - maakte eerst 132 cc tweetakten, maar later ook 346- en 498 cc-modellen met JAP- en Blackburne-motoren.
- Royal Super - gebroeders Santagostino, Milaan (1923-1928) - waren identiek met de eerste 132cc tweetakten die onder de naam Royal werden gebouwd.